# Brzeście (Sławno)
Brzeście (deutsch Hohenzollerndorf) ist ein Dorf in der polnischen Woiwodschaft Westpommern und gehört zur Landgemeinde Sławno (Schlawe) im Powiat Sławieński.
Brzeście liegt südöstlich der Kreisstadt Sławno und ist über die Woiwodschaftsstraße 205 Richtung Bobolice (Bublitz) im Abzweig Pomiłowo (Marienthal) nach acht Kilometern zu erreichen. Bahnstation war bis 1945 Suckow (Żukowo) an der Reichsbahnstrecke Schivelbein (Świdwin) – Zollbrück (Korzybie).
Im Jahre 1931 wurde auf dem Gelände des hohenzollernschen Gutes Suckow eine Siedlung angelegt, die den Namen Hohenzollerndorf erhielt. Das Zentrum des Ortes ist als ovaler Rundling um einen Fest- und Veranstaltungsplatz angelegt, an dem sich Ausläufer an die Straßen nach Suckow und Jannewitz anschließen. Das südwestlich des Ortskerns Richtung Jannewitz gelegene Tal gehörte dazu. Im Jahre 1939 gab es 21 Höfe über 10 Hektar und 89 Höfe unter 10 Hektar sowie weitere Haushalte mit geringeren Flächen.
Vor 1945 gehörte Hohenzollerndorf als Ortsteil der Gemeinde Suckow und lag damit im Amtsbezirk Suckow, zu dem auch die Gemeinden Jannewitz, Lantow (Łętowo) und Quäsdow (Gwiazdowo) rechneten. In Suckow war auch das Standesamt angesiedelt, während das Amtsgericht in Schlawe stand. Das Amt Suckow lag im Landkreis Schlawe i. Pom. im Regierungsbezirk Köslin der preußischen Provinz Pommern.
Heute bildet Brzeście einen Ortsteil der Gmina Sławno im Powiat Sławieński der Woiwodschaft Westpommern (bis 1998 Wojewodschaft Słupsk). Kirchlich war Hohenzollerndorf ebenfalls nach Suckow ausgerichtet, dessen evangelisches Kirchspiel zum Kirchenkreis Schlawe der Kirchenprovinz Pommern in der Kirche der Altpreußischen Union gehörte.
Heute ist Brzeście Teil der römisch-katholischen Pfarrgemeinde Żukowo im Dekanat Sławno im Bistum Koszalin-Kołobrzeg der Katholischen Kirche in Polen. Die (wenigen) evangelischen Einwohner betreut das Pfarramt in Koszalin (Köslin) in der Diözese Pommern-Großpolen der Evangelisch-Augsburgischen Kirche in Polen.
Schulisch war Hohenzollerndorf bis 1945 ebenfalls nach Suckow ausgerichtet.